# Qafzeh-Höhle
Die Qafzeh-Höhle (auch Kafzeh, Qafzah; dt. Abgrund) ist eine archäologische und paläoanthropologische Fundstätte am südlichen Stadtrand von Nazareth (Israel). Sie liegt am Abgrundberg (arab. Ǧebel el-Qafze; engl. Mount Precipice) im östlichen Steilhang des Wādi el-Haǧǧ (hebr. Naḥal Mizra). Die Höhle wurde als paläolithischer Fundplatz vor allem wegen ihrer Fossilien des frühen anatomisch modernen Menschen (Homo sapiens) bekannt. Sie enthielt Ablagerungen des Mittelpaläolithikums (Moustérien) sowie des Übergangs zum Jungpaläolithikum. Die archäologisch relevanten Fundschichten wurden vollständig ausgegraben.

## Forschungsgeschichte
Die ersten Grabungen führte René Neuville, der Kanzler am französischen Generalkonsulat in Jerusalem durch. Nach ersten Probegrabungen 1933 begann er 1934 zusammen mit Moshe Stekelis, später Professor für Vorgeschichte an der Hebräischen Universität in Jerusalem mit systematischen Ausgrabungen mit Mitteln des Institut de paléontologie humaine in Paris und der Prinz Albert von Monaco-Stiftung. Bei diesen Grabungen wurden in den Levallois-Schichten die Skelette von fünf Individuen (Fossil-Nr. Q1-Q5) entdeckt, die in das Institut de paléontologie humaine nach Paris verbracht wurden.
1965–1979 führte der französische Archäologe Bernard Vandermeersch mit Unterstützung des CNRS weitere Grabungen durch. Bereits 1965 wurden weitere fragmentarische Menschenreste in den Mousterién-Schichten mit der Fossil-Nr. Q6-Q8 gefunden. 1967 wurden die fast kompletten Skelette einer erwachsenen Frau (Q9) und eines Kindes (Q10) entdeckt. 1971 fand man die Bestattung eines Heranwachsenden in einer Grube (Q11). Er lag auf dem Rücken, mit seitlich angehockten Beinen, die Hände an beiden Seiten des Halses. Der Ausgräber deutet ein Geweih in der Nähe der Hände als Grabbeigabe.

## Stratigraphie
Die Schichtenfolge wurde mit den Buchstaben A–M gekennzeichnet.
Die oberen Schichten enthielten einen byzantinischen Fußbodenrest und eine Mauer. Ursprünglich soll die Höhle auch einen in den Felsen geschlagenen Altar enthalten haben.
- Schicht D: Jungpaläolithikum (Neuville Stadium III).
- Schicht E (4 m dick): Moustérien. Enthält Levalloiskerne (Schildkrötenkerne), Scheibenkerne, große Mengen von länglichen Mousterien-Spitzen und Schabern sowie Klingen, prismatische Klingenkerne und Messer vom Chatelperron-Typ (Rückenmesser) sowie Emirah-Spitzen.
- Schicht L: Moustérien mit Hominidenresten

## Datierung
H. Valladas vom Laboratoire des faibles radioactivités in Gif-sur-Yvette führte eine Thermolumineszenzdatierung verbrannter Silices aus den Mousterién-Schichten durch. Sie ergaben ein Alter von 92.000 ± 5000 BP (Valladas et al. 1988).
Eine Elektronenspinresonanz-Datierung (ESR) ergab 130.000 bis 90.000 Jahre BP.

## Fossilfunde

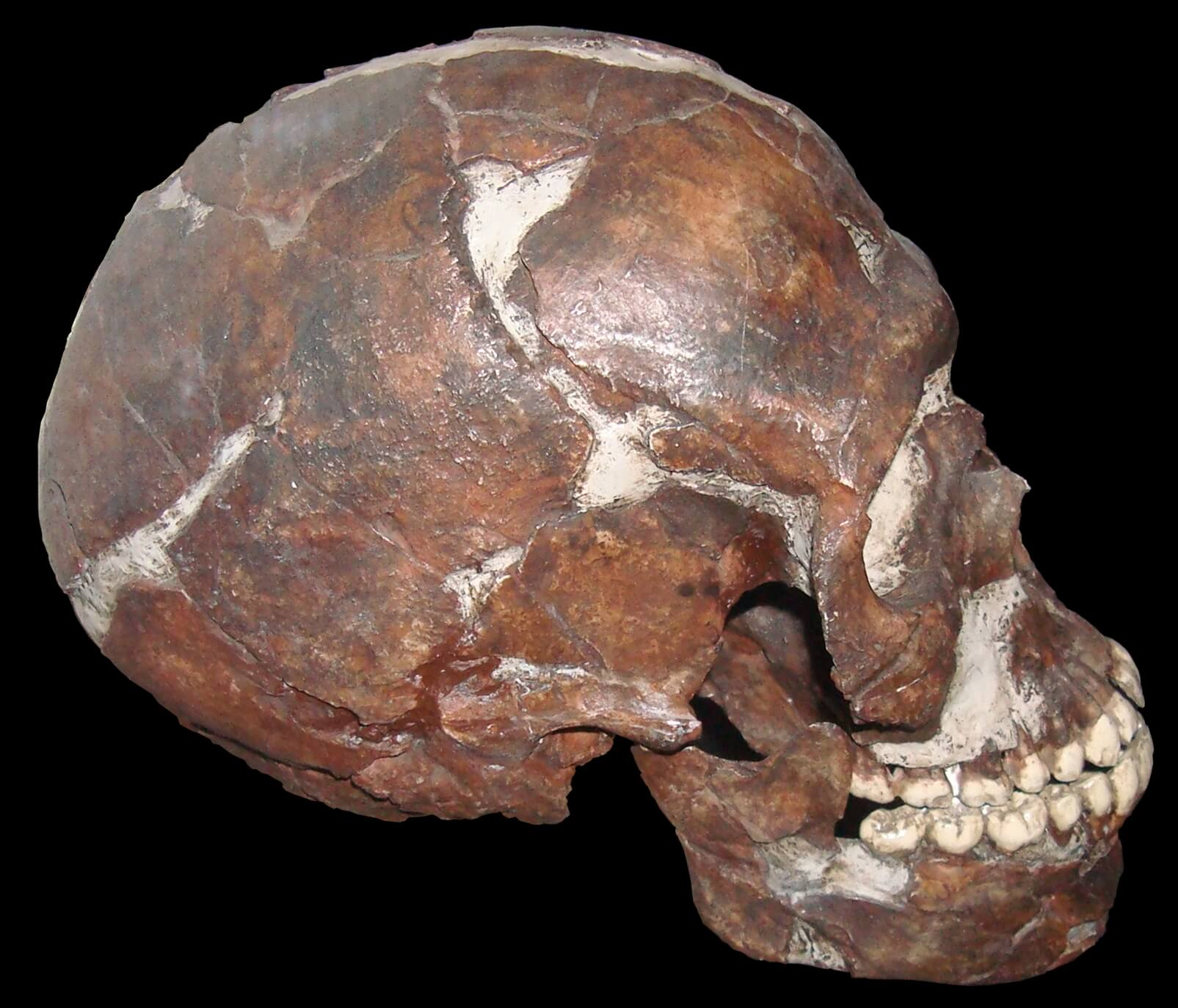
Schädel

Bisher wurden die Überreste von mindestens 13 Individuen gefunden, zusammen mit einer Moustérien-Industrie (Levallois-Typ), sieben Erwachsene (Nr. 3, 5, 6, 7, 8, 9, 25) und neun Jugendliche (Nr. 4, 10, 11, 12, 13, 14, 15, 21, 22), sowie einzelne Knochen und Zähne. Individuum 13 ist ein Kind, das an einem Hydrocephalus litt Die Fossilien Qafzeh 1 und 2 entstammen dem Jungpaläolithikum, alle anderen homininen Fossilien entstammen dem Mittelpaläolithikum.
Aufgrund ihres Alters und einiger anatomischer Merkmale wurde zunächst von einigen Forschern erwogen, dass einige Individuen Mischlinge von Neandertalern und Homo sapiens sein könnten. Theodore D. McCown und Arthur Keith (1939) benannten die Reste aus der Qafzeh-Höhle und der Skhul-Höhle „Palaeoanthropus palestinus“. Francis Clark Howell (1957) wollte sie als „Proto-Cro Magnons“ klassifiziert wissen; auch andere Forscher interpretieren die Reste als anatomisch modern. In seiner Doktorarbeit und 1981 in deren Veröffentlichung als Fachbuch beschrieb Bernard Vandermeersch die Fossilien dann als Angehörige einer einheitlichen Population und als zweifelsfrei dem modernen Menschen zugehörig, wobei auch er zugleich darauf verwies, dass die Schädelfunde denen aus der Skhul-Höhle sehr ähnlich seien.

## Umwelt
Die Moustérienschichten enthielten Jagdreste von Rothirsch, Damhirsch und Auerochse. sowie die Reste von Meeresmuscheln (Glycimeris insubrica), die aus einer Entfernung von ca. 40 km stammten; einige dieser Muschelschalen zeigen Ockerspuren. Die auffällige Häufung von rund 120.000 Jahre alten Muschelschalen mit Bohrlöchern, die auf natürliche Weise vermutlich durch Schnecken entstanden sind, wurde als Hinweis darauf interpretiert, dass diese angebohrten Schalen absichtlich für „symbolische Zwecke“ (als Schmuck in Form von Ketten) gedacht waren. Weitere Untersuchungen galten der Mikrofauna. Aus den Schichten des Jungpaläolithikums stammen auch Landschnecken (Levantina) und Flussperlmuscheln (Unio).

## Belege
1. ↑  Bernard Vandermeersch: The excavation of Qafzeh, its contribution to knowledge of the Mousterian in the Levant. Bulletin du Centre de recherche français de Jérusalem 10/2, 2002, 65
2. ↑  Ofer Bar-Yosef, Bernard Vandermeersch: Premiers hommes modernes et Néandertaliens au Proche-Orient: chronologie et culture. In: Jean-Jacques Hublin, A. M. Tillier (Hrsg.): Aux origines d’Homo sapiens. Paris, P.U.F. 1991, 217–250.
3. ↑  Schwarcz, H. P., Grün, R., Vandermeersch, B., Bar-Yosef, O., Valladas, H., Tchernov, E.: ESR dates for the hominid burial site of Qafzeh in Israel. In: Journal of Human Evolution, Band 17, 1988, S. 733–737; Valladas, H., Reyss, J. L., Joron, J. L., Valladas, G., Bar-Yosef, O., Vandermeersch, B.: Thermoluminescence dating of Mousterian ‚Proto-cro-magnon‘ remains from Israel and the origin of modern man. In: Nature, Band 331, 1988, S. 614–616.
4. ↑  David S. Brose, Milford H. Wolpoff: Early Upper Paleolithic Man and Late Middle Paleolithic Tools. In: American Anthropologist, New Series 73/5, 1971, 1181
5. ↑  Daniella E. Bar-Yosef Mayer, Bernard Vandermeersch, Ofer Bar-Yosef: Shells and ochre in Middle Paleolithic Qafzeh Cave, Israel: indications for modern behavior. In: Journal of Human Evolution, Band 56, Nr. 3, 2009, 308
6. ↑  Anne-Marie Tillier, Baruch Arensburg, Henri Duday, Bernard Vandermeersch: Brief communication: An early case of hydrocephalus: The Middle Palaeolithic Qafzeh 12 child (Israel). In: American Journal of Physical Anthropology, Band 114, Nr. 2, 2001, S. 166–70, doi:10.1002/1096-8644(200102)114:2<166::AID-AJPA1017>3.0.CO;2-3
7. ↑  Bernard Vandermeersch: Les hommes fossiles de Qafzeh (Israël). Thèse de Doctorat, Université Pierre-et-Marie-Curie (Paris VI), Juni 1977 (Bibliographische Notiz)
8. ↑  Bernard Vandermeersch: Les hommes fossiles de Qafzeh (Israël). Editions du C.N.R.S., Paris 1981
9. ↑  R. Rabinovich, O. Bar-Yosef, B. Vandermeersch, L.K. Horwitz: Hominid-carnivore interactions in the Palaeolithic site of Qafzeh Cave, Israel. In: Paléobiologie. Band 23, 2004, S. 627–637.
10. ↑  Daniella E. Bar-Yosef Mayer, Bernard Vandermeersch, Ofer Bar-Yosef: Shells and ochre in Middle Paleolithic Qafzeh Cave, Israel: indications for modern behavior. In: Journal of Human Evolution. Band 56, Nr. 3, 2009, S. 310, doi:10.1016/j.jhevol.2008.10.005.
11. ↑  Daniella E. Bar-Yosef Mayer et al.: On holes and strings: Earliest displays of human adornment in the Middle Palaeolithic. In: PLoS ONE. 15(7), 2020, e0234924, doi:10.1371/journal.pone.0234924.
12. ↑  G. Haas: The Microfauna of Djebel Qafze Cave. In: Palaeovertebrata, Band 5, Nr. 5, 1972, S. 261–270
13. ↑  M. Avnimelech: Sur les mollusques trouveés dans les couches préhistoriques et protohistoriques de Palestine. In: Journal of the Palestine Oriental Society. Band 17, 1937, S. 81–92.